# Kuckuckslüfter

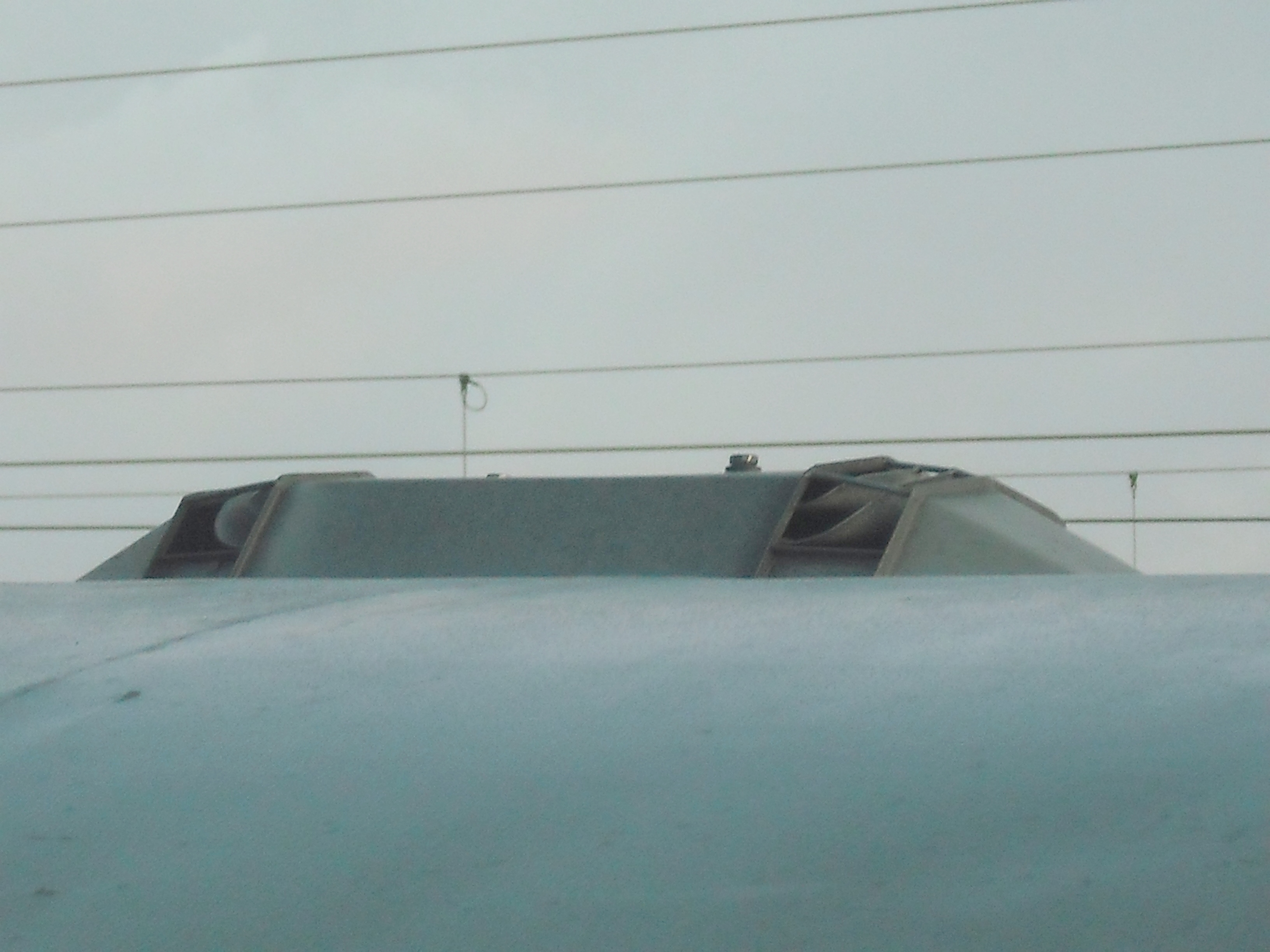
Lüfter der Bauart Kuckuck auf einem älteren Personenwagen (redesignter n-Wagen) der DB AG

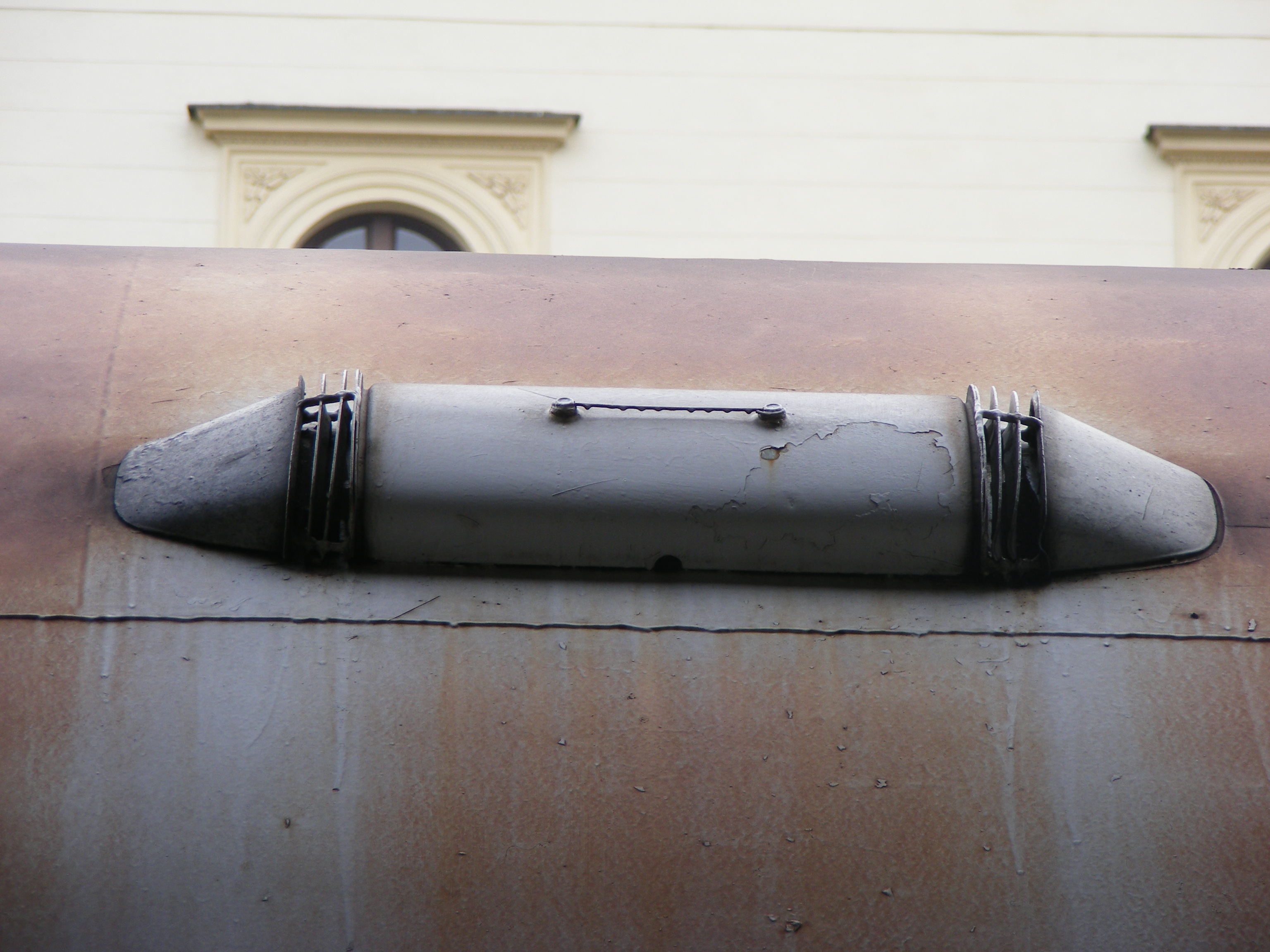
Lüfter der Bauart Kuckuck auf einem Personenwagen der Tschechischen Bahnen

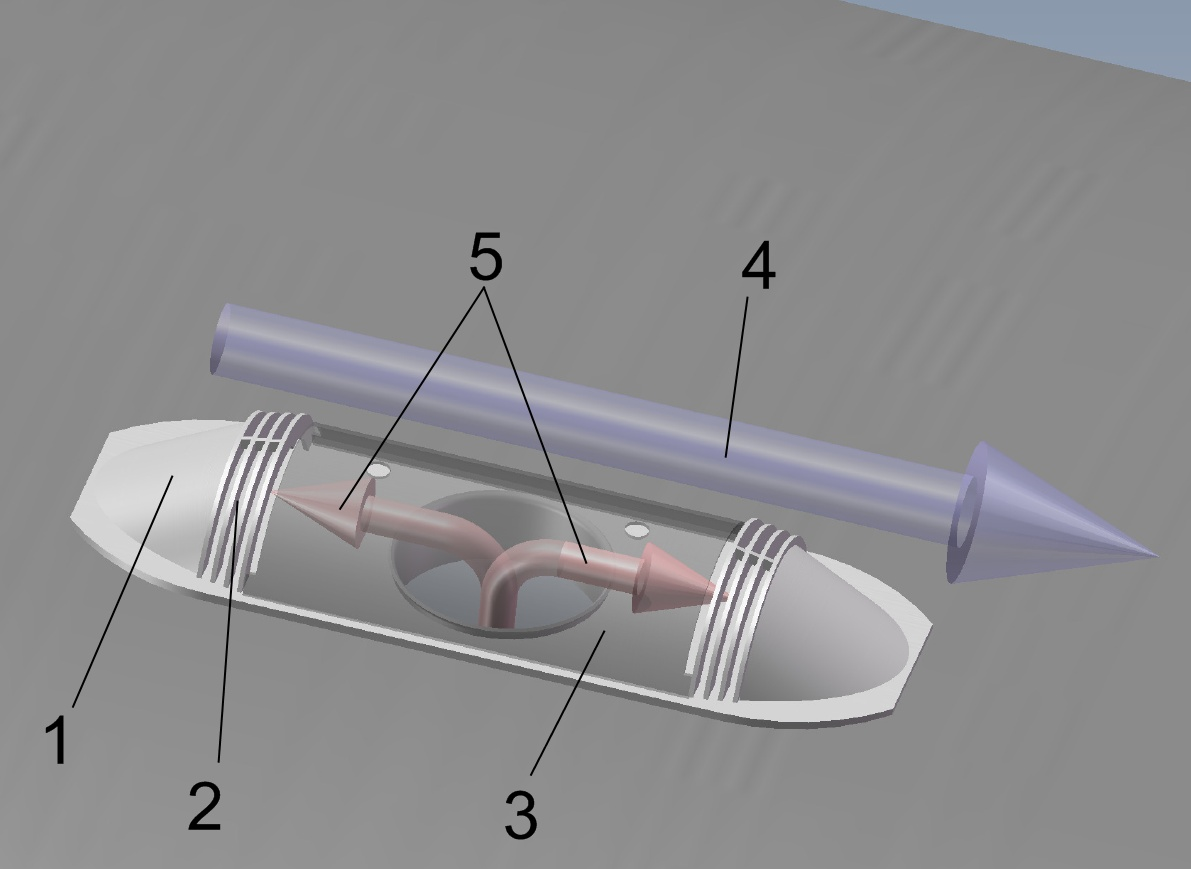
Statischer Lüfter Bauart 'Kuckuck'
1-Staukörper
2-Luftleitbleche
3-Saughaube
4-Fahrtwind
5-Abluft aus Wagen

Kuckuckslüfter ist die umgangssprachliche Bezeichnung für einen statischen Lüfter der Bauart Kuckuck, der noch häufig auf Dächern von Eisenbahn-Personenwagen verwendet wird. 
Der Kuckuckslüfter wurde von dem Aerodynamik-Techniker Heinrich Kuckuck entwickelt, der seit 1931 Miteigentümer der Colt Ventilation Ltd war. Aufgrund der Gehäusegestaltung des Lüfters entsteht durch den am Lüfter vorbeiziehenden Fahrtwind ein Unterdruck, der die Luft aus dem Innern des Fahrzeugs absaugt. Die Leitbleche waren z. B. bei der Ausführung der DR und der tschechischen Bahnen senkrecht, bei der der DB gewölbt ausgeführt.
Da die abgesaugte Menge fahrgeschwindigkeitsabhängig und prinzipbedingt begrenzt ist, wurden viele Wagen stattdessen mit anderen Zwangsbelüftungseinrichtungen ausgestattet. Deshalb, und auch, weil immer häufiger klimatisierte Reisezugwagen bei den europäischen Eisenbahnverwaltungen eingesetzt werden, sind statische Lüfter seit den 1980er Jahren nicht mehr so häufig anzutreffen.